# Johann Wilhelm Reischauer
Johann Wilhelm Reischauer (* 28. August 1803 in Bückeburg; † 29. Dezember 1872 in Rinteln) war ein deutscher Kaufmann und Mitglied der kurhessischen Ständeversammlung.

## Leben
Johann Wilhelm Reischauer wurde als Sohn des Bückeburger Bürgermeisters Johann Wilhelm Reischauer und dessen Ehefrau Maria Anna Müller geboren. In Minden betrieb er ein Handelsgeschäft.
Die Firma ist nach dem Eintrag im Handelsregister beim Amtsgericht Rinteln am 3. Januar 1889 erloschen.
In den Jahren von 1847 bis 1848, 1858 bis 1862 und von 1862 bis 1866 hatte er ein Mandat für die Zweite Kammer der kurhessischen Ständeversammlung.
Diese wurde nach den Unruhen im Jahre 1830 zum Zweck der Beratung und Verabschiedung einer Verfassung gebildet und hatte bis 1866 Bestand, als das Land Hessen von Preußen annektiert wurde.